# Geocrypta braueri
Geocrypta braueri är en tvåvingeart som först beskrevs av Anton Handlirsch 1884.  Geocrypta braueri ingår i släktet Geocrypta och familjen gallmyggor. Inga underarter finns listade i Catalogue of Life.